# Ficus dalbertisii
Ficus dalbertisii är en mullbärsväxtart som beskrevs av George King. Ficus dalbertisii ingår i släktet fikonsläktet, och familjen mullbärsväxter. Inga underarter finns listade i Catalogue of Life.